# Oliver Golding
Oliver Golding (Richmond, 29 september 1993) is een Engelse tennisser. Hij heeft nog geen enkel ATP-toernooi of challenger gewonnen. Wel deed hij al mee aan een grandslamtoernooi.

## Resultaten grote toernooien
| Legenda | Legenda                          |
| ------- | -------------------------------- |
| g.t.    | geen toernooi gehouden           |
| l.c.    | lagere categorie                 |
| –       | niet deelgenomen                 |
| G       | uitgeschakeld in de groepsfase   |
| 1R      | uitgeschakeld in de eerste ronde |
| 2R      | uitgeschakeld in de tweede ronde |
| 3R      | uitgeschakeld in de derde ronde  |
| 4R      | uitgeschakeld in de vierde ronde |
| KF      | uitgeschakeld in de kwartfinale  |
| HF      | uitgeschakeld in de halve finale |
| F       | de finale verloren               |
| W       | het toernooi gewonnen            |
| w-v     | winst/verlies-balans             |

### Enkelspel
| Grandslamtoernooien   |     |        |
| Australian Open       | –   | 0-0    |
| Roland Garros         | –   | 0-0    |
| Wimbledon             | 1R  | 0-1    |
| US Open               | –   | 0-0    |
| Winst-verlies         | 0–1 | 0-1    |
| ATP World Tour Finals |     |        |
| ATP World Tour Finals | –   | 0-0    |
| Olympische Spelen     |     |        |
| Olympische Spelen     | –   | 0-0    |
| Statistieken          |     |        |
| Totaal aantal titels  | 0   | 0      |
| Totaal winst-verlies  | 0-2 | 0-3    |
| Eindejaarsranking     | 431 | n.v.t. |

### Mannendubbelspel
| Grandslamtoernooien   |     |        |
| Australian Open       | –   | 0-0    |
| Roland Garros         | –   | 0-0    |
| Wimbledon             | 1R  | 0-1    |
| US Open               | –   | 0-0    |
| Winst-verlies         | 0–1 | 0-1    |
| ATP World Tour Finals |     |        |
| ATP World Tour Finals | –   | 0-0    |
| Olympische Spelen     |     |        |
| Olympische Spelen     | –   | 0-0    |
| Statistieken          |     |        |
| Totaal aantal titels  | 0   | 0      |
| Eindejaarsranking     | 500 | n.v.t. |